# Кашина Крочедуе (Павија)
Кашина Крочедуе је насеље у Италији у округу Павија, региону Ломбардија.
Према процени из 2011. у насељу је живело 21 становника. Насеље се налази на надморској висини од 62 м.